# Rajd Valais 2012
Rajd Valais 2012 (53. Rallye International du Valais) – 49 edycja rajdu samochodowego Rajd Valais rozgrywanego w Szwajcarii. Rozgrywany był od 25 do 27 października 2012 roku. Bazą rajdu była miejscowość Martigny. Była to jedenasta runda Rajdowych Mistrzostw Europy w roku 2012 oraz siódma runda Rajdowych Mistrzostw Szwajcarii. Składał się z 16 odcinków specjalnych.

## Klasyfikacja rajdu
| Msc.                         | Kierowca                     | Pilot                        | Samochód                     | Czas                         | Strata                       |                              |
| Klasyfikacja generalna i ERC | Klasyfikacja generalna i ERC | Klasyfikacja generalna i ERC | Klasyfikacja generalna i ERC | Klasyfikacja generalna i ERC | Klasyfikacja generalna i ERC | Klasyfikacja generalna i ERC |
| ---------------------------- | ---------------------------- | ---------------------------- | ---------------------------- | ---------------------------- | ---------------------------- | ---------------------------- |
| 1.                           | Laurent Reuche               | Jean Deriaz                  | Peugeot 207 S2000            | 3:12:10.1                    | 0.0                          |                              |
| 2.                           | Florian Gonon                | Sandra Arlettaz-Schmidly     | Peugeot 207 S2000            | 3:13:04.5                    | +54.4                        |                              |
| 3.                           | Nicolas Althaus              | Alain Ioset                  | Peugeot 207 S2000            | 3:13:08.2                    | +58.1                        |                              |
| 4.                           | Pieter Tsjoen                | Eddy Chevailier              | Citroën DS3 RRC              | 3:18:01.8                    | +5:51.7                      |                              |
| 5.                           | Sébastien Carron             | Lucien Revaz                 | Peugeot 207 S2000            | 3:18:21.2                    | +6:11.1                      |                              |
| 6.                           | Jonathan Hirschi             | Frederic Helfer              | Peugeot 207 S2000            | 3:20:46.6                    | +8:36.5                      |                              |
| 7.                           | Urs Hunziker                 | Melaine Wahl                 | Subaru Impreza STi           | 3:23:29.1                    | +11:19.0                     |                              |
| 8.                           | Antonín Tlusťák              | David Šmeidler               | Škoda Fabia S2000            | 3:25:51.1                    | +13:41.0                     |                              |
| 9.                           | Ruedi Schmidilin             | Erich Goette                 | Mitsubishi Lancer Evo VIII   | 3:26:39.1                    | +14:29.0                     |                              |
| 10.                          | Philippe Roux                | Mélaine Roux                 | Škoda Fabia S2000            | 3:27:30.2                    | +15:20.1                     |                              |